# Tiszántúl

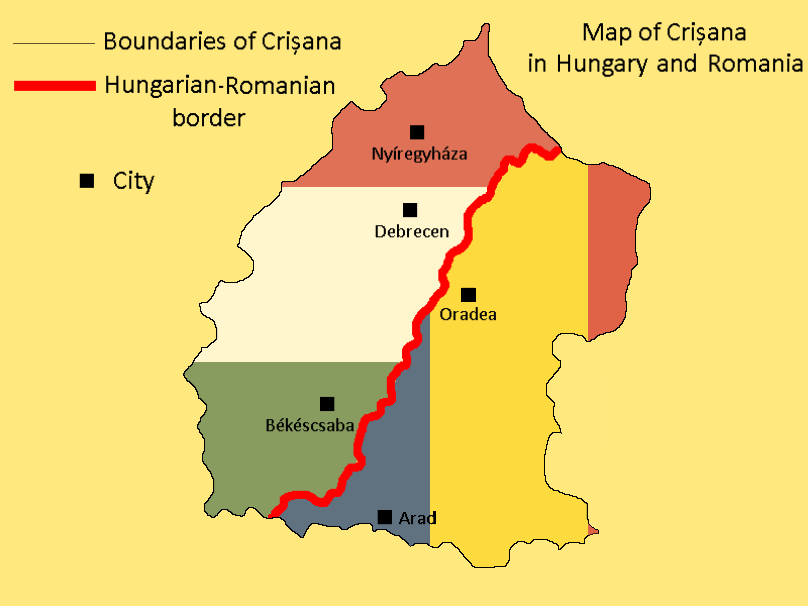
Mapa de Crişana.

Tiszántúl o Transtisza (en húngaro "más allá del río Tisza", en polaco: Kraj Zacisański) es, en sentido estricto, una región geopolítica del este de Hungría, y en un sentido más amplio, sería la unidad geográfica correspondiente a la parte oriental de la gran llanura húngara, compartida actualmente por Hungría y Rumanía. En este sentido más amplio, la región estaría limitada por el oeste y el norte por el río Tisza, al este por los montes Apuseni y al sur por el río Mureș.
El centro intelectual, cultural, económico, turístico y de transporte de Transtisza es Debrecen. Otras capitales de condado son Nyíregyháza and Békéscsaba. 

## Topografía
La región de Transtisza es una de las áreas grandes más unificadas de la cuenca de los Cárpatos. Su superficie es en gran parte un área de llanura cortada por los afluentes del Tisza, el Criș (Körös) y el Río Mureș (Maros), a excepción de las colinas de arena de Nyírség, donde la superficie es más montañosa. Aquí también se encuentra su punto más alto, el Hoportyó (183 metros sobre el nivel del mar), las partes más bajas se dan a orillas del Tisza, por debajo de los 80 metros.

## Regiones
- Región del Tisza superior: llanura de Bereg, llanura de Szátmar y Rétköz.
- Región del Tisza medio: Taktaköz, llanura aluvial de Borsod, llanura aluvial de Heves, llanura aluvial de Szolnok, llanos de Tiszafüred-Kunhegyes, llanos de Szolnok-Tur, Tiszazug y Hortóbagy
- Región del Tisza inferior: Marosszög y valle del Tisza meridional.
- Nyírség: Nyírség medio, Nyírség noredeste, Nyírség sureste, Nyírség meridional y Nyírség occidental.
- Hajdúság: Hajdúhát y Hajdúság meridional.
- Región del Berettyó-Körös: llano de Dévaványa, Gran Sárrét, área de Berettyó-Kálló, llano de loess de Érmellék, llano de Bihar, Pequeño Sárrét y llanura del Körös.
- Llanos de Körös-Mureș: colinas de Cenad, colinas de Békés, llano de Békes, llano de Csongrád y Körösszög.[1]

## Historia
En el pasado, durante el reino de Hungría, se utilizó este nombre tanto para Transtisza como para las orilla izquierda del Tisza. Esta posición se mantuvo hasta el tratado de Trianón. El Tiszántúl estaba compuesto por los condados de Békés, Hajdú, Bihar, Szabolcs, Szatmár, Ugocsa, Máramaros y Szilágy. Hungría perdió todo el territorio de los condados de Maramures, Szilágy y Ugocsa a través de las conexiones de Trianon, mientras que la mitad occidental del condado de Bihor permaneció dentro del país. El nombre de la margen izquierda del Tisza fue abolido a partir de entonces, y en adelante solo se utilizó el nombre Tiszántúl (incluso después del segundo arbitraje de Viena). 